# Il solengo
Il solengo (o El cerdo salvaje, en español) es una película documental italo-argentina de 2016 dirigida por los realizadores Alessio Rigo de Righi y Matteo Zoppis.